# Раци отшелници
 Тази статия е за надсемейството ракообразни.  За семейството вижте Раци отшелници (семейство).  
Раците отшелници (Paguroidea) са anomura (група от десетоноги ракообразни) десетоноги ракообразни от надсемейство Paguroidea, които са се приспособили да заемат празни черупки на мекотели, за да защитят крехките си екзоскелети. Има над 800 вида раци отшелници, повечето от които притежават асиметричен корем, скрит от плътно прилепнала черупка. Некалцираният коремен екзоскелет на раци отшелници прави екзогенната им система за подслон задължителна. Отшелниците трябва да заемат подслон, произведен от други организми, или да рискуват да бъдат беззащитни.
Силната връзка между раците отшелници и техните приютяващи ги форми е повлияла значително на тяхната биология. Почти 800 вида носят подвижни приюти (най-често калцирани черупки от охлюви); тази защитна мобилност допринася за разнообразието и множеството ракообразни, които се срещат в почти всички морски среди. При повечето видове развитието включва метаморфоза от симетрични, свободно плуващи ларви до морфологично асиметрични, живеещи в дъното, раци, търсещи черупки. Такива физиологични и поведенчески крайности улесняват прехода към защитен начин на живот, разкривайки обширната еволюционна продължителност, довела до успеха на тяхното надсемейство.

## Биологично описание
Повечето видове имат дълги, спирално извити кореми, които са меки, за разлика от твърдите, калцирани кореми, наблюдавани при сродни ракообразни. Уязвимият корем е защитен от хищници чрез поместването в празна раковина, носена от рака отшелник, в която цялото тяло може да се прибере. Най-често раците-отшелници използват черупките на морски охлюви (въпреки че черупките на миди и лопатоноги и дори кухи парчета дърво и камък се използват от някои видове). Върхът на корема на отшелника е приспособен да се закопчава силно върху колумелата на черупката на охлюва. Повечето отшелници са нощни животни.

## Симбиоза с актиния
Широко известен пример за симбиозата е тази между раците и актиниите. Ракът прикрепя за черупката си актиния, чиито стрелкащи се пипала са надеждна защита на двата симбионта. Актинията се храни от остатъците на храната, добивана от рака.